# 阿部頼孝
阿部 頼孝（あべ よりたか、1949年（昭和24年） - 2025年2月10日）は、日本の政治学者。社会学者。徳島文理大学名誉教授。徳島県出身。

## 経歴
明治大学政治経済学部政治学科を卒業。明治大学大学院政治経済学研究科修士課程を修了。
1999年（平成11年）、徳島文理大学短期大学部の学部長に就任。2018年（平成30年）に男女共同参画社会づくり功労者内閣総理大臣表彰を受賞。
またとくしま未来創造プラン推進委員会委員、徳島県消防広域化推進計画策定委員会委員、石井町障害者計画策定委員、とくしま行財政改革プラン推進委員会委員、リフレッシュとくしまプラン推進委員会会長などを歴任。

## 所属学会
- 日本政治学会
- 日本行政学会
- 日本マス・コミュニケーション学会

## 受賞
- 2018年 - 男女共同参画社会づくり功労者内閣総理大臣表彰

## 著書
- 『日本の政策過程 - 自民党・野党・官僚 - 』（1984年、梓出版社）
- 『現代社会と人権』（1999年、梓出版社）